# AMVETS
L'AMVETS, ou American Veterans, est une organisation américaine bénévole et officielle de vétérans de guerre. Fondée en décembre 1944, elle est formée par des vétérans de la Seconde Guerre mondiale. L'organisation peut apporter un soutien à d'anciens vétérans mais aussi conseiller grâce à leurs expériences des militaires en activité.
L'AMVETS est également active en politique. Le nombre de ses membres lui donne un certain poids de lobbying en faveur des vétérans, par exemple dans le domaine des pensions et des soins de santé.

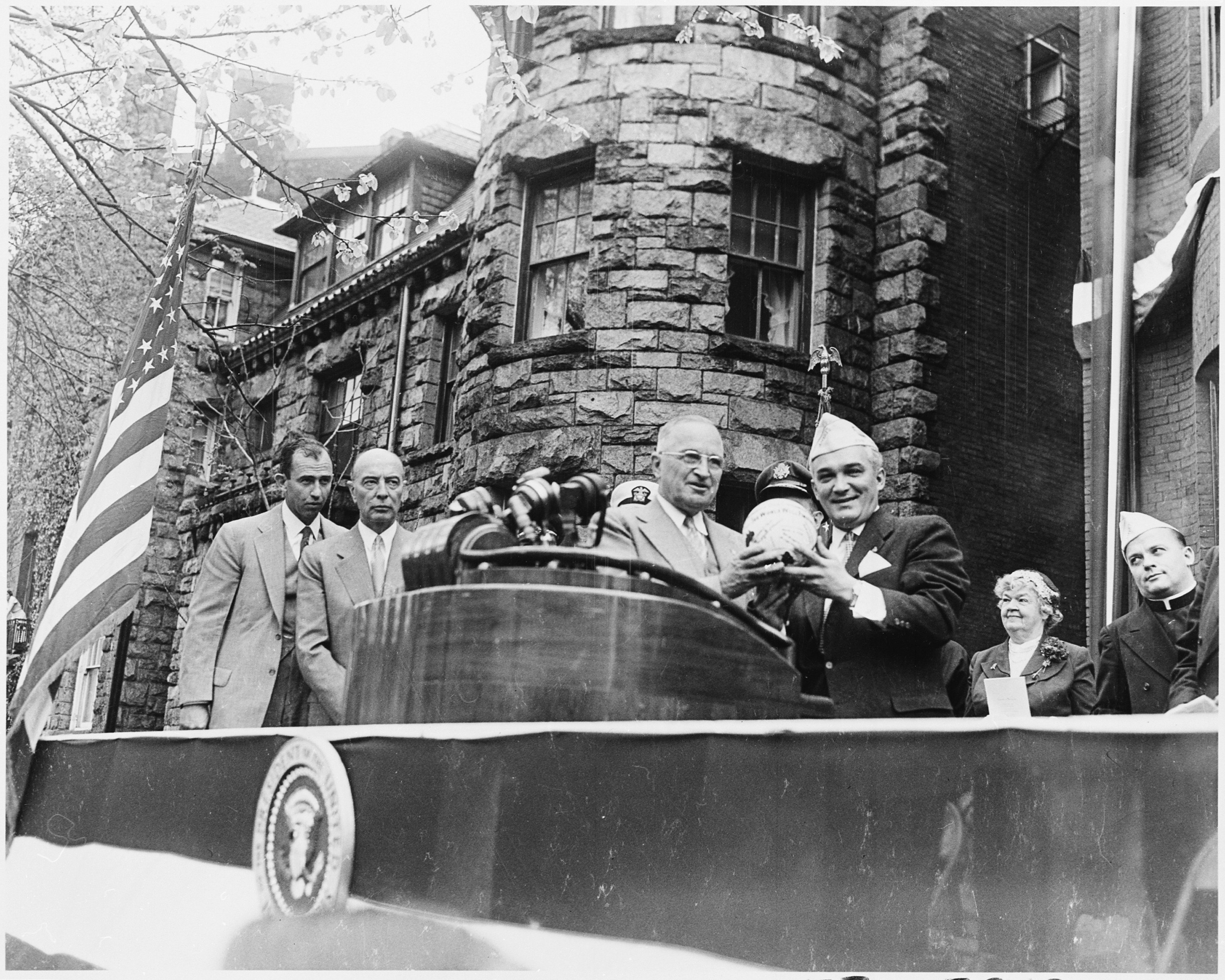
Le président Harry S. Truman inaugure les nouveaux locaux de l'AMVETS à Washington en 1952.

L'organisation attribue chaque année les Silver Helmet Awards. Cette récompense, parfois nommée Veterans Oscar, est une réplique miniature en argent du casque américain de la Seconde Guerre mondiale. Parmi les récompensés se trouve l'ancien président Gerald Ford.
L'organisation regroupe également d'autres sous-organisations. Par exemple pour les femmes, les filles, les mères et les sœurs des vétérans ou pour les fils, les pères et les frères de ceux-ci.